# Tiberio II
Flavio Tiberio Constantino (en latín, Tiberius Constantinus, c. 540 - 14 de agosto de 582), emperador romano en Oriente entre 578 y 582. Elevado en diciembre de 574 a la categoría de césar durante el reinado de Justino II gracias a la influencia de su esposa Sofía, que ejerció el gobierno durante los últimos años de este, marcados por la inhabilitación mental del emperador, la guerra persa y la persecución contra los monofisitas.

## Ascenso al poder
Originario de Tracia, Tiberio había ido ascendiendo en el ejército imperial y era amigo personal de Justino II, precisamente como comes de los excubitores (el papel clave de esta unidad durante varias sucesiones en el trono imperial como con Justino I  recuerda al de la antigua Guardia Pretoriana) tendrá un gran protagonismo para garantizar la entronización de Justino al hacerse con el control del Palacio en la noche del 14-15 de noviembre del 565 al morir Justiniano  neutralizando así las posibilidades de los partidarios del otro candidato (llamado también Justino).
Durante el reinado de Justino II, Tiberio fue uno de los hombres de mayor confianza, realizando diversas misiones y campañas, aunque en el 573 sería derrotado por los ávaros.
Tiberio se había casado con una viuda madura, llamada Ino, aunque ya antes había estado prometido a la hija de Ino, que falleció. Tuvieron dos hijas: Charito y Constantina, y un hijo que murió.
La situación del Imperio hacia el 573 era angustiosa: en Italia los lombardos deshacían la reconquista lograda bajo Justiniano, en Oriente la negativa de Justino de seguir con los pagos había llevado con los persas Sasánidas a la guerra;  en Hispania los visigodos de Leovigildo se lanzaban a la reconquista de la Hispania romana, las incursiones ávaras (que habían sustituido al destruido reino gépido) en los Balcanes eran devastadoras, incluso se desataba otra epidemia de peste. Para colmo los recortes financieros de Justino, justificados por el excesivo derroche de su predecesor, llegaron en mal momento debilitando al ejército y causando la animadversión de los aliados y federados (como los Gasánidas).
Y finalmente ante la noticia de la caída de Daras ante los persas en noviembre del 573, Justino, agotado y estresado, sufrió un colapso mental que lo dejó incapacitado.
La situación era gravísima, en ese momento la Augusta Sofía, esposa de Justino II apoyó a Tiberio, logrando que en diciembre del 574 Justino en un momento de lucidez mental lo nombrara césar. Probablemente, Sofía esperaba poder ejercer el control del Imperio desde la sombra, como buena sobrina de la emperatriz Teodora que era, o incluso según algunas fuentes quería casarse con él y así mantener su poder, ya que desconocía que estaba casado.
Incluso Sofía fue la que impulsó la paz con el gran rey persa (shah) pactando una tregua de un año por 45 000 sólidos de oro y después fue renovada por Tiberio por 3 años por 30 000 anuales, en ambos casos se excluía a Armenia, por lo que la paz no era total en el frente oriental.

## Regencia de Tiberio
Tiberio (como es bastante habitual al producirse un cambio de monarca) adoptó una total oposición a la política de su predecesor tanto en el aspecto religioso, donde suspendió la persecución de los monofisitas, como sobre todo en el aspecto económico donde se opuso a la postura en exceso ahorrativa de Justino.
Inició un gran gasto, incluso despilfarro, para ganarse el apoyo popular, premiar a sus partidarios y llevar a cabo su política. Así financió grandes construcciones como el Gran Palacio de Constantinopla, revocó impuestos sobre el pan y el vino, pagó por la paz a persas y ávaros (a éstos les daría 80.000 sólidos anuales por defender el Danubio) y realizó una reconstrucción del ejército reclutando soldados.
Pero esta onerosa política, que dilapidó el tesoro imperial que Justino había reconstruido a gran coste para la integridad del Imperio tras los derroches de Justiniano, sólo hubiese sido útil, sobre todo en el exterior, si se hubiese logrado algo tangible.
Pero Tiberio, en lugar de usar los recursos militares que había reunido contra Persia, los desplegó en Italia. En esta el reino lombardo se había desintegrado tras ser asesinado su rey Clefi en 575 (lo mismo le había pasado a su predecesor Alboino año y medio antes), por lo que pensó que podría destruir con facilidad a los divididos ducados y principados lombardos existentes y recuperar el pleno control de la península itálica.
La contraofensiva imperial dirigida por Baduario (yerno de Justino II) fracasó por completo en 576 al ser duramente derrotado en batalla, donde perdió su vida, lo que supuso aún un mayor debilitamiento de la presencia bizantina en Italia.
Ante el fracaso de las armas Tiberio decidió recurrir al oro gastando más de 200.000 sólidos en sobornos y regalos para mantener la división entre los lombardos. Pero de todos modos fue un gasto fútil, pues no se ganaron posiciones y a la larga los lombardos volverían a reunificarse bajo Autario en 584.
Al mismo tiempo la situación en el Este volvía a empeorar (sintiéndose la falta de las tropas enviadas a Italia), pues los persas atacaron desde el 576 en Armenia donde tomaron Sebastea  y Melitene. Pero el general Justiniano al mando de las fuerzas orientales logró hacerles retroceder. En el verano del 577 volvieron a la carga y derrotaron a Justiniano que murió poco después. Se haría cargo Mauricio, comes de los excubitores. En 578, poco antes de que el tratado de paz de 3 años expirara, los persas invadieron Mesopotamia. Mauricio contraatacó y se apoderó de Aphumon  y Singara.

## Reinado
Finalmente en octubre del 578 moría Justino II, pocos días antes Tiberio II había sido coronado como coemperador, parece que recortó 1/4 las tasas durante 4 años para celebrarlo, algo que no podía ser bueno para el Tesoro.
La situación en Constantinopla  desataba una lucha de poder. Desde el principio la emperatriz viuda Sofía había aspirado a mantener su primacía, tanto es así que llegó a impedir a la esposa de Tiberio, Ino, y a sus hijas instalarse en el Palacio Imperial, por ello deberían éstas establecerse en el Palacio de Hormisdas, y le hizo la vida imposible aislándola de la corte, tanto es así que Ino tuvo que dejar la capital. 
La presión de Sofía para que Tiberio se divorciase y se casase con ella arreció al morir Justino, pero Tiberio se negaba, y la situación de Sofía cada vez era peor, aunque tenía mucho poder e influencia (entre ello ejercía control sobre el Tesoro que ahora Tiberio estaba rebajando con sus gastos), la popularidad de Tiberio iba en aumento y debilitaba su posición. Por ello conspiró para matarlo y poner en el trono a Justiniano primo de Justino, pero este lo confesó, aunque Sofía no fue castigada. Incluso la coronación de Ino, renombrada como Anastasia, como Augusta se hizo por sorpresa. De todos modos el poder de Sofía se extinguía y según algunas fuentes acabó por retirarse a su propio palacio, el Palacio de Sofía, tiempo después. 
El emperador Tiberio fue muy popular: se permitió una mayor intervención de sus súbditos en el gobierno de las provincias; se redujeron los impuestos; se detuvo el acoso a la herejía monofisita; los poderes del Senado y el de los partidos Verde  y Azul aumentaron; se formó un cuerpo de élite en el ejército, formado por quince mil bárbaros que con el tiempo se convirtió en la llamada Guardia Varega.
Mientras en Oriente seguían los éxitos de Mauricio, Tiberio reconsideró las ideas de la Renovatio imperii (Renovación Imperial)  de Justiniano, y usó sus magros recursos de nuevo en Italia, y también en Hispania y África, donde se conquistó el reino “romano” de Altava.
Eso fue aprovechado por los ávaros que atacaron en 580 la indefensa frontera danubiana, que desde Justiniano era un coladero para las invasiones de los eslavos y otros pueblos. Ante la difícil guerra contra Persia, pese a los esfuerzos y logros de Mauricio, Tiberio debió acceder a las exigencias ávaras y les entregó Sirmium  (que había sitiado) en 582 y 240.000 sólidos por los últimos tres años de su “protección” de la frontera. Durante su reinado los eslavos penetraron hasta Tracia y Tesalia en plena Grecia continental.

## Sucesión
En 582 Tiberio enfermaba y al carecer de hijos varones, se discutió quién le sucedería. Había nombrado césares a Mauricio y a Germánico, pero Mauricio fue coronado como Augusto el día anterior a la muerte de Tiberio II , que acaeció el 14 de agosto (según algunos, envenenado por un plato de moras). Parece que una vez más Sofía intervino, ya que fue consultada sobre el candidato apropiado. De todas formas en esta ocasión Mauricio se casó con la hija de Tiberio, Constantina.